# Manuel de Zequeira

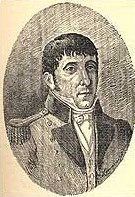
Manuel de Zequeira.

Manuel de Zequeira y Arango, född den 28 augusti 1764 i Havanna, död där den 19 april 1846, var en kubansk skald.
Zequeira tjänade 46 år i armén, där han uppnådde överstes grad. Zequeira anses vara den förste kuban, som kunde göra anspråk på att kallas skald. Zequeira diktade efter klassiska mönster, och hans vers var klingande. Hans episka dikt Batalla naval de Cortís en la Laguna är en minutiös beskrivning inte utan intresse och skönhet. Inspirerad av Quintana och Gallego, skrev Zequeira El primer sitio de Zaragoza och utgav för övrigt La nave de vapor, El dos mayo sonetten La ilusion, eklogen Albono y Galatea, A la piña med mera.